# Unterbergern
Unterbergern ist eine Ortschaft und Katastralgemeinde in der Gemeinde Bergern im Dunkelsteinerwald in Niederösterreich.

## Geographie
Unterbergern ist Hauptort der Gemeinde und befindet sich östlich von Oberbergern an der nach Mautern führenden Landesstraße L109. Am 1. Jänner 2024 zählte die Ortschaft 550 Einwohner. Im Franziszeischen Kataster von 1821 ist Unterbergern als Haufendorf mit zahlreichen Gehöften verzeichnet.

## Geschichte
Im Jahr 1822 wurde der Ort als Dorf mit 46 Häusern genannt, das über eine Pfarre und eine Schule verfügte. Die Herrschaft Mautern besaß die Ortsobrigkeit, übte die Landgerichtsbarkeit aus und besorgte die Konskription. Die Untertanen und Grundholde des Ortes gehörten den Herrschaften Mautern und Göttweig. Laut Adressbuch von Österreich waren im Jahr 1938 in der Ortsgemeinde Unterbergern ein Bäcker, ein Fleischer, drei Gastwirte, drei Gemischtwarenhändler, eine Milchgenossenschaft, ein Schmied, ein Schneider und zwei Schneiderinnen, zwei Schuster, zwei mechanische Strickereien, ein Tischler und einige Landwirte ansässig.

## Kultur und Sehenswürdigkeiten

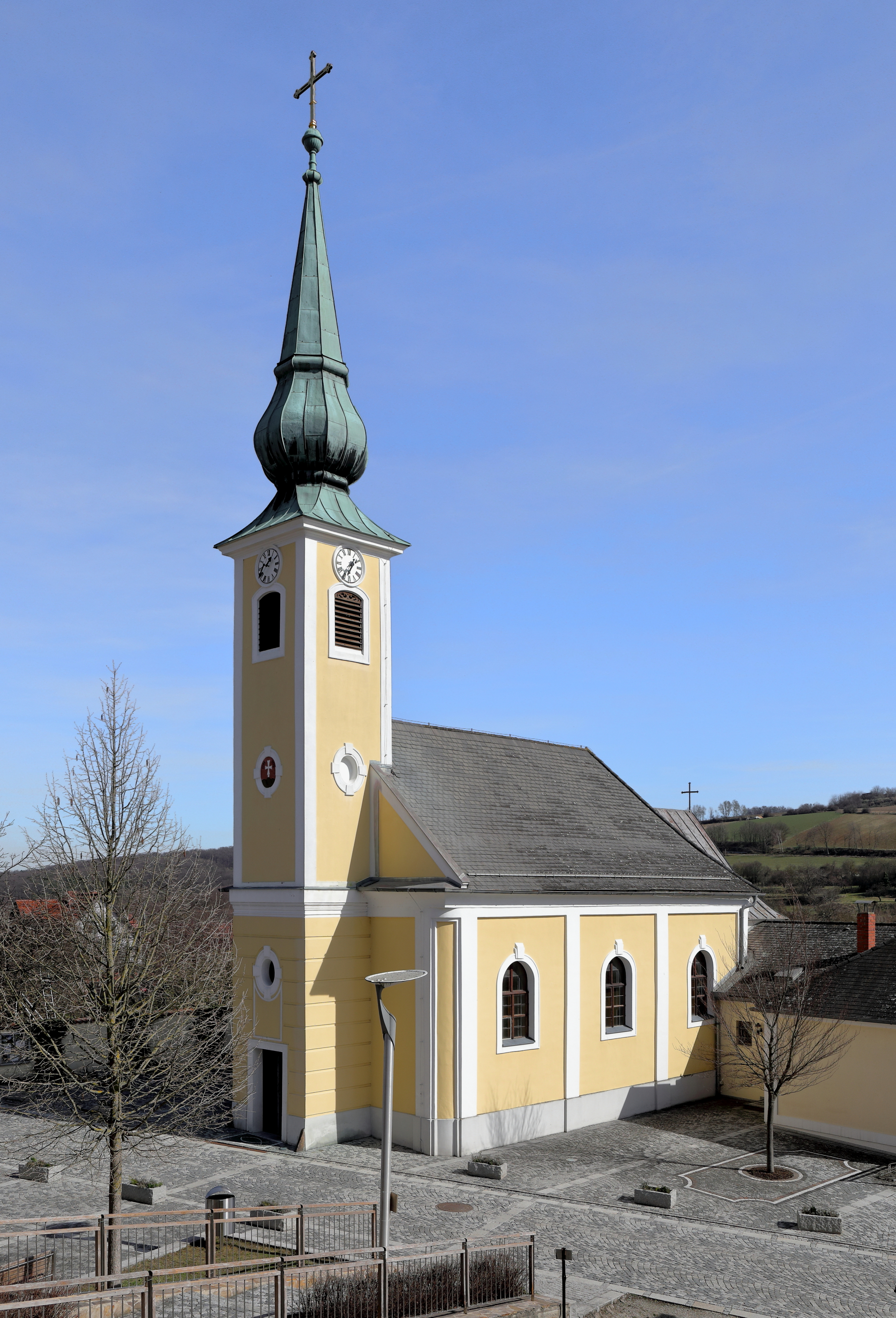
Pfarrkirche Unterbergern

- Die Pfarrkirche hl. Johannes Nepomuk ist eine schlichte josephinische Saalkirche in der Ortsmitte, die 1766 als Kapelle errichtet und nach der Pfarrerhebung von 1784 bis 1785 von Johann Schwerdtfeger vergrößert wurde. 1868 wurde der Turm um ein Schallgeschoß erhöht und erhielt einen neuen Turmhelm.[4]
- Ehemaliger Pfarrhof